# Something More (Train)
Something More è il secondo singolo dall'album Drops of Jupiter della rock band statunitense Train. Il video musicale della canzone è stato diretto da Marc Smerling, al suo secondo di tre video musicali dei Train.

## Tracce
Singolo australiano del 2001
1. Something More (pop mix)
2. I Wish You Would (live)
3. Eggplant (live)
4. Free (live)

Singolo europeo del 2001
1. Something More (versione album)
2. Drops of Jupiter (Tell Me) (live)
3. I Wish You Would (live)
4. Eggplant (live)

## Classifiche
| Classifica (2001)          | Posizione massima |
| -------------------------- | ----------------- |
| Australia                  | 87                |
| Stati Uniti (adult top 40) | 20                |